# Torpedowce typu Laks
Torpedowce typu Laks – norweskie torpedowce z przełomu XIX i XX wieku. W latach 1900–1901 w stoczni Horten Verft w Horten zbudowano cztery okręty tego typu. Jednostki weszły w skład norweskiej marynarki w latach 1900–1901. Podczas kampanii norweskiej w 1940 roku trzy okręty zostały zatopione i później podniesione przez Niemców, a jeden zdobyty: wszystkie wcielono do Kriegsmarine. Los dwóch jest nieznany, natomiast pozostałe zostały po wojnie zwrócone i następnie złomowane.

## Projekt i budowa
Torpedowce 1. klasy typu Laks zostały zaprojektowane w niemieckiej stoczni Schichau na bazie torpedowców typu S 67 .
Wszystkie cztery okręty zbudowane zostały w stoczni Horten Verft . Nieznane są daty położenia ich stępek, a zwodowane zostały w latach 1900–1901 .
| Okręt   | Stocznia | Wodowanie            | Wejście do służby | Los                                                                           |
| ------- | -------- | -------------------- | ----------------- | ----------------------------------------------------------------------------- |
| „Laks”  | Horten   | 12 lipca 1900        | 1900              | zdobyty przez Niemców w 1940, złomowany w 1945                                |
| „Sild”  | Horten   | 30 lipca 1900        | 1900              | samozatopiony 5 maja 1940, podniesiony przez Niemców w 1940                   |
| „Sæl”   | Horten   | 25 września 1901     | 1901              | zatopiony 18 kwietnia 1940, podniesiony przez Niemców w 1940                  |
| „Skrei” | Horten   | 31 października 1901 | 1901              | samozatopiony 8 maja 1940, podniesiony przez Niemców w 1940, złomowany w 1945 |

## Dane taktyczno-techniczne
Okręty były torpedowcami o długości całkowitej 38,5 metra, szerokości 4,8 metra i zanurzeniu od 1,1 metra na dziobie do 2,15 metra na rufie . Wyporność normalna wynosiła 83 tony, a pełna 107 ton . Jednostki napędzane były przez pionowe maszyny parowe potrójnego rozprężania o mocy 1150 KM, do których parę dostarczały dwa kotły . Prędkość maksymalna napędzanych jedną śrubą okrętów wynosiła 21 węzłów . Jednostki zabierały zapas 17 ton węgla .
Na uzbrojenie artyleryjskie torpedowców składały się dwa pojedyncze działka kalibru 37 mm QF Hotchkiss L/45 . Broń torpedową stanowiły dwie pojedyncze wyrzutnie kal. 450 mm .
Załoga pojedynczego okrętu składała się z 23 oficerów, podoficerów i marynarzy .

## Służba
Wszystkie cztery torpedowce typu Laks zostały wcielone w skład Królewskiej Marynarki Wojennej w latach 1900–1901 . W trakcie kampanii norweskiej w 9 kwietnia 1940 roku „Laks” zostały zdobyty przez Niemców, po czym przyjęty w skład Kriegsmarine pod nazwą „Admiral Deinhard”  . „Sæl” został 18 kwietnia 1940 roku zatopiony przez niemieckie kutry torpedowe, a „Sild” i „Skrei” zostały samozatopione w maju 1940 roku . Wszystkie zostały podniesione przez Niemców i wcielone do służby odpowiednio jako NH-03, „Balte” i NH-01  . Los NH-03 i „Balte” nie jest znany, natomiast pozostałe dwa okręty zostały w maju 1945 roku zwrócone Norwegii i następnie złomowane  .